# Potamia (Thasos)
Der Ort Potamia (griechisch Ποταμιά (f. sg.)) liegt auf der Insel Thasos über der gleichnamigen Bucht am Fuße des Ypsarion-Massivs in etwa 130 m Höhe inmitten einer üppigen Vegetation. Mit dem kleinen Hafenort Skala Potamias am südlichen Ausläufer der Bucht von Potamia und der Ansiedlung Lefki erreicht die Zahl der Einwohner 1384. Im Dorf befindet sich ein Museum mit den Werken des Bildhauers Polygnotos Vagis (Πολύγνωτος Βαγής). Vagis wurde 1894 in Potamia geboren. Ein weiterer bekannter Künstler des Ortes ist der Maler Umbertos Argyros (Ουμβέρτος Αργυρός), Professor an der Kunsthochschule Athen von 1929 und Mitglied der Athener Akademie.
Die Inselrundstraße führt durch den östlichen Bereich von Potamia, davon ausgehend zweigen einige Routen nach Westen in den Hang des Ypsarion-Massivs sowie nach Süden über den Pass zwischen Kamenos Vrachos (1.075 m) und Fanos (744 m) Richtung Theologos ab. Im Anstieg zum Kamenos Vrachos liegen zur Rechten eine der bemerkenswertesten Kirchen der Insel, Agios Demetrios, mit dem nahegelegenen Kloster sowie die Reste des verfallenen Dorfes Adina. Außerdem wurden dort 1926 die Fundamente eines marmornen Viereckturmes aus dem 4. Jahrhundert v. Chr., genannt „to Elleniko“ (το Ελλενικό), entdeckt.
Im Bereich von Skala Potamia erstreckt sich der Strand Chrysi Akti (goldene Küste), an dessen südlichem Ende steht eine steinerne Kaïki-Remise aus dem 19. Jahrhundert, die einem Athoskloster zugeschrieben wird.
Wann die Ansiedlung Potamia entstand, ist nicht gesichert, wahrscheinlich nach der Abtretung von Thasos an Muhammad Ali Pascha. Potamia war bis in das 20. Jahrhundert eine neben den reichen Orten Theologos und Panagia arme Siedlung, die sich erst sehr spät zu einem großen, heute eigenständigen Ort entwickelt hat.